# 10G-EPON
10G-EPON (англ. 10 Gigabit Ethernet PON) — технология пассивных оптических сетей доступа (PON), является развитием GEPON и полностью совместима с ним. Эта технология была стандартизирована как часть группы стандартов 10-гигабитного Ethernet 11 сентября 2009 года под названием IEEE 802.3av-2009. Дополнение к 10G-EPON регламентировано стандартом IEEE 802.3bk-2013, утверждённым 23 августа 2013 года.
Как и в других технологиях пассивных оптических сетей, в 10G-EPON:
- используется древовидная топология (Point To Multipoint, P2MP) волоконно-кабельной системы с пассивным оптическим разветвлением на сплиттерах;
- работа системы осуществляется по одному волокну с применением  спектрального уплотнения каналов WDM.

Технология 10G-EPON даёт возможность применять одну главную станцию (Optical Line Terminal, OLT) на 64 абонентских устройства (Optical Network Unit, ONU), находящихся на удалении до 20 км.
Стандарт поддерживает два типа конфигурации: симметричный (10 / 10G-EPON) и асимметричный (10 / 1G-EPON). В асимметричной конфигурации нисходящий поток данных (от головной станции к абонентам) транслируется со скоростью 10 Гбит/с, а восходящие потоки (от всех абонентов к главной станции) подаются с общей скоростью 1 Гбит/с. В симметричной конфигурации как нисходящий, так и восходящий потоки имеют скорость 10 Гбит/с.

## Сосуществование с GEPON
Стандарт IEEE 802.3av уделяет много внимания возможности беспрепятственной одновременной работе EPON со скоростью 1 Гбит/с и 10G-EPON на скорости 10 Гбит/с в рамках единой оптической распределительной сети.
В нисходящем направлении для трансляции 1 Гбит/с и 10 Гбит/с используются волны различной длины: передача 1 Гбит/с производится в диапазоне 1480—1500 нм, а передача 10 Гбит/с - в диапазоне 1575—1580 нм.
В восходящем направлении диапазоны волн для 1 Гбит/с и 10 Гбит/с сетей частично пересекаются: 1 Гбит/с использует диапазон 1260—1360 нм, а передача 10 Гбит/с сигнала производится в диапазоне 1260—1280 нм. Из-за этого требуется разделение по времени каналов передачи 1 Гбит/с и 10 Гбит/с от разных ONU, для чего используется метод dual-rate TDMA.
Абонентские устройства (ONU) могут иметь разные реализации: они могут поддерживать только скорость 1 Гбит/с в обоих направлениях, скорость 10 Гбит/с в нисходящем направлении и скорость 1 Гбит/с в восходящем, или скорость 10 Гбит/с в обоих направлениях. Совместимость различных реализаций абонентских устройств (ONU) с различными конфигурациями головной станции (OLT) демонстрирует следующая таблица:
| Имплементация OLT                                                    | Типы ONU, которые поддерживаются                       |
| -------------------------------------------------------------------- | ------------------------------------------------------ |
| Нисходящий поток: два диапазона волн Восходящий поток: одна скорость | (1) 1G-EPON ONU (2) 10/1G-EPON ONU                     |
| Нисходящий поток: один диапазон волн Восходящий поток: две скорости  | (1) 10/10G-EPON ONU (2) 10/1G-EPON ONU                 |
| Нисходящий поток: два диапазона волн Восходящий поток: две скорости  | (1) 1G-EPON ONU (2) 10/1G-EPON ONU (3) 10/10G-EPON ONU |